# Lésignac-Durand

Lésignac-Durand este o comună în departamentul Charente, Franța. În 1 ianuarie 2022 avea o populație de 169 de locuitori.